# Naučná stezka Hubovský okruh
 Naučná stezka Hubovský okruh (slovensky Náučný chodník Hubovský okruh) se nachází v severní části pohoří Velká Fatra v okrese Ružomberok v Žilinském kraji na Slovensku.
Naučná stezka stoupá ze Švošova Kútnou dolinou pod vchy Malý a Velký Smerkovec do sedla Kútnikov kopec, odtud opět klesá do obce Hubová.

## Seznam naučných tabulí
- Hubovský okruh – náučný chodník
- Preprava cez Váh
- Pltníctvo, biotopy Váhu
- História Hubovej
- Živočíšstvo Veľkej Fatry
- Rastlinstvo Veľkej Fatry
- Geomorfológia
- Prales, pasienky, hospodársky les
- Veľká Fatra, biotopy Veľkej Fatry
- Salašníctvo, senníky
- Sypárne – národná kultúrna pamiatka
- Kováčňa, mlyn, turňa

## Galerie

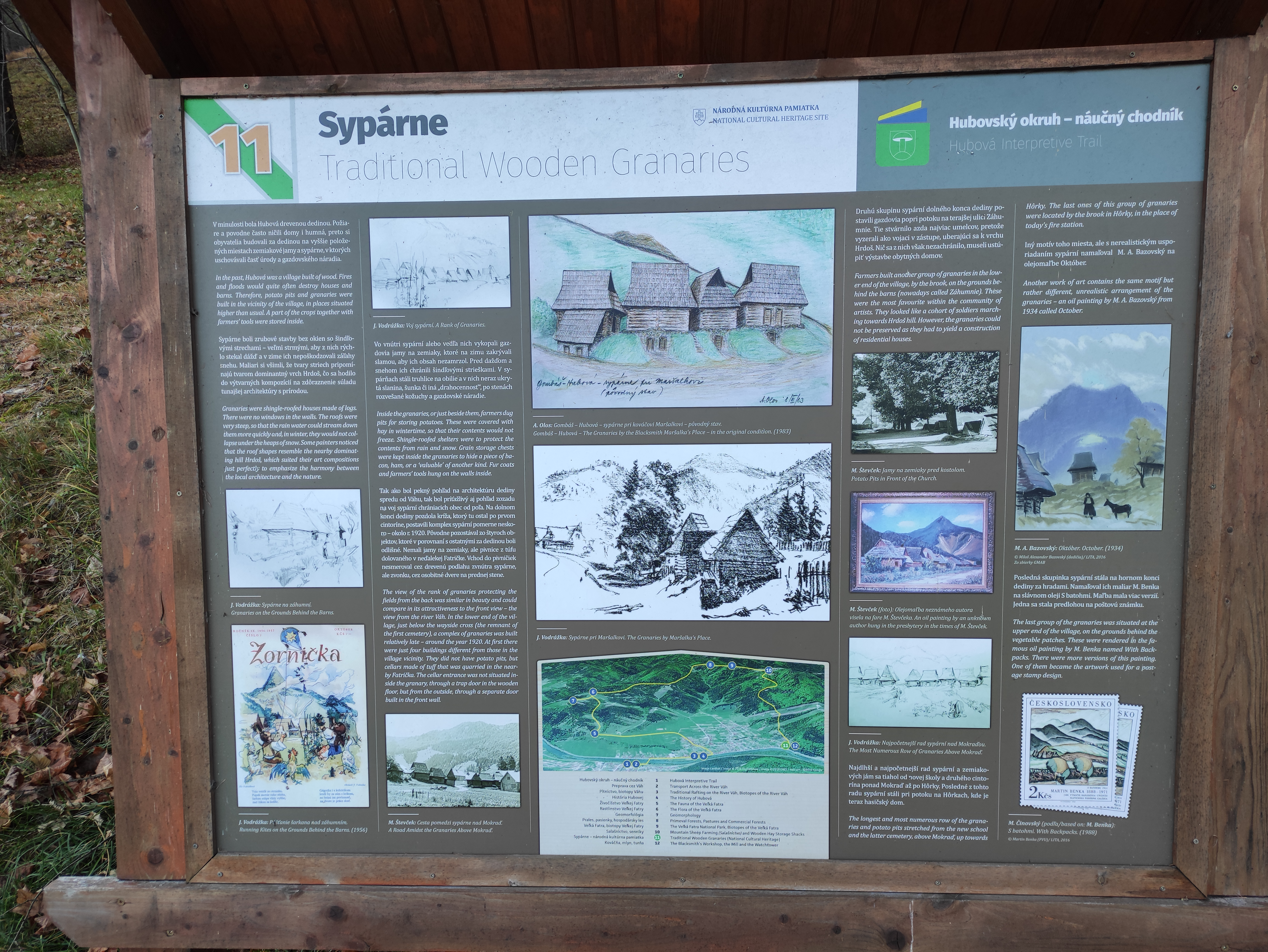
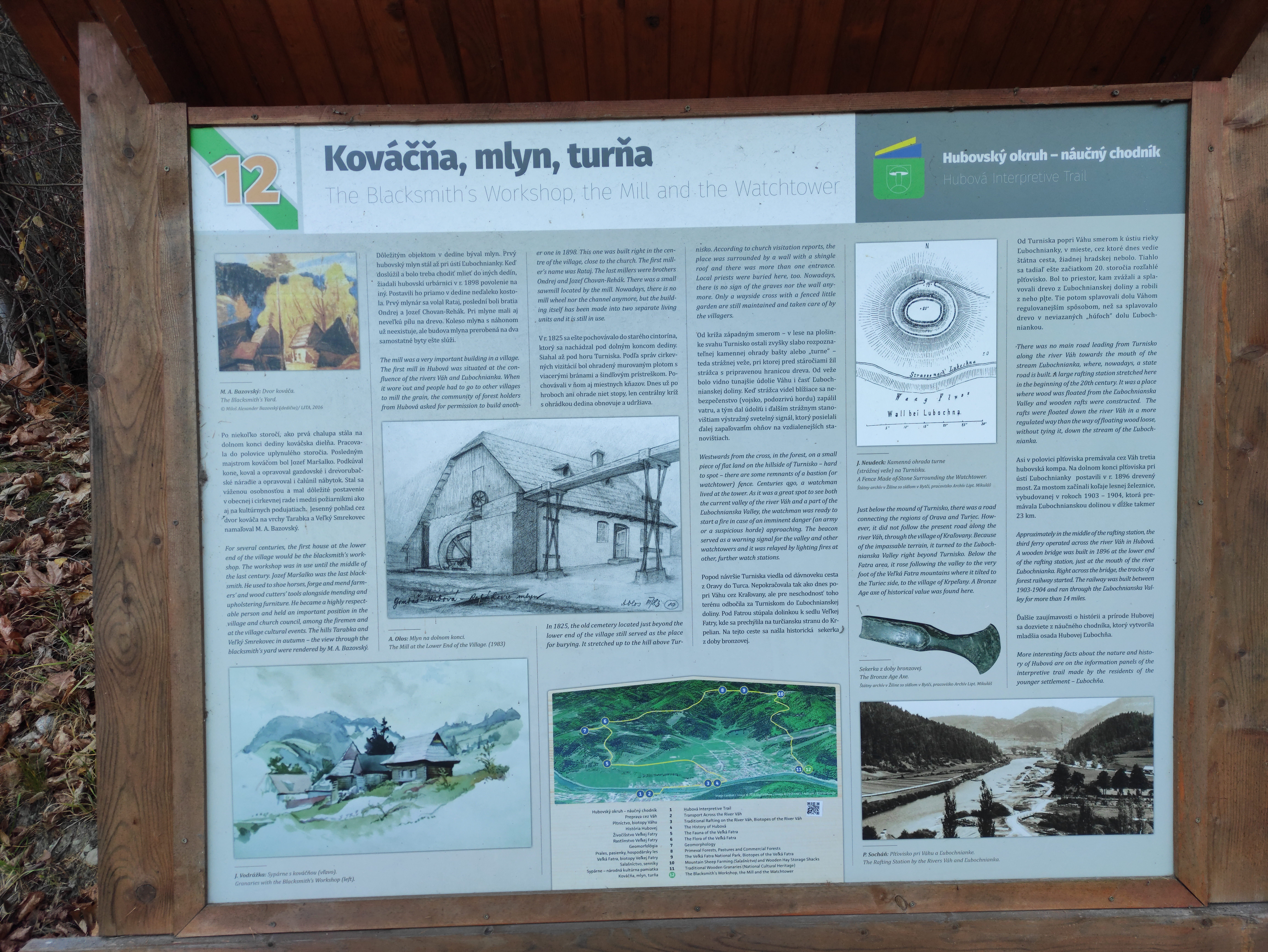